# Busbahnhof Hluchiw
Der Busbahnhof Hluchiw ist ein Busbahnhof in der ukrainischen Stadt Hluchiw. Der Busbahnhof wird sowohl für den Regionalverkehr als auch für den Fernbusverkehr genutzt.

## Geschichte

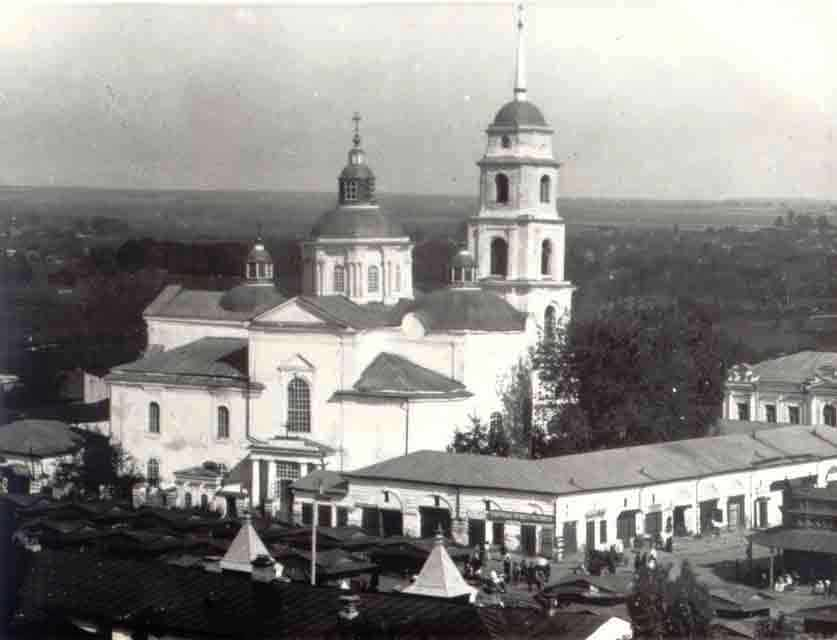
Die abgerissene Kirche

Der Busbahnhof entstand 1962. Noch kurz zuvor stand an seiner Stelle die Trinitätskirche, die gemäß dem Beschluss der Stadtverwaltung abgerissen und durch einen Park ersetzt worden war. Der auf diesem Gelände entstandene Busbahnhof hat 5 Bussteige und Räumlichkeiten für Ticketverkauf und die Verpflegung der Reisenden.
Bis 2004 wurde der Busbahnhof durch die Stadt betrieben und danach privatisiert. Betreiber ist seitdem die „сумського обласного підприємства автомобільного транспорту“ (Sumy Oblast Automobil Transportunternehmen). Danach wurde die Station rekonstruiert und komplett renoviert. Am 15. Dezember 2009, wurde die Station mit der Software ACS «Busbahnhof» (АСУ «Е-Автовокзал») zur automatisierten Steuerung ausgestattet, was u. a. die Wartezeiten an den Fahrkartenschaltern deutlich verkürzte. Dies wurde möglich, nachdem am 21. Oktober der Busbahnhof Hluchiw an das Teretorialnoї-Netzwerk (тереториальної комп'ютерної мережі) angeschlossen wurde.